# Vidovszky Béla
Vidovszky Béla (Gyoma, 1883. július 2. – Budapest, 1973. február 6.) festőművész.

## Élete
Édesapja, Gyoma akkori főjegyzője, Munkácsy Mihály jó barátja volt Békéscsabán. Középiskolai tanulmányait az evangélikus Rudolf Főgimnáziumban végezte. Tehetsége, gimnáziumi rajztanára, Zvarinyi Lajos kezei alatt bontakozott ki, aki egyben a gimnázium első rajztanára volt. Első olajképét iskolatársáról, Gyóni Gézáról festette 1902-ben. Ugyanebben az évben iratkozott be a budapesti Mintarajziskolába, ahol Révész Imre, Edvi Illés Aladár voltak mesterei. 1906-ban megszerezte a rajztanári oklevelet, de mint állami ösztöndíjas továbbképzős folytatta tanulmányait Ferenczy Károlynál. Előbb Münchenbe, majd 1908 decemberében Párizsba ment. 1911-ben, hazatérése után a Szolnoki Művésztelepen dolgozott. Itt és a környéken festett tájképei országszerte ismertté tették a nevét. 1913-ban elnyerte az Országos Képzőművészeti Tanács Wahrmann-díját Vacsora után című képével. 1914 tavaszán Herman Lipóttal és Kléh Jánossal Torinóban járt. 1920-ban a Szinyei Társaság alapító tagjai között szerepelt, 1924-ben Budapestre költözött. Műveit a barbizoniak és a nagybányaiak hagyományainak folytatása jellemzi, mindenekelőtt tájképeket és enteriőröket festett. Munkáiból 1933-ban a Fränkel Szalonban, 1938-ban a békéscsabai Auróra Körben és 1961-ben a Csók Galériában nyílt gyűjteményes kiállítás. A két világháború közti magyar képzőművészet ismert és kedvelt festője lett. Közel kétezer képet festett, ezekből húsz a Magyar Nemzeti Galériában, öt az Országházban található.

## Méltatása

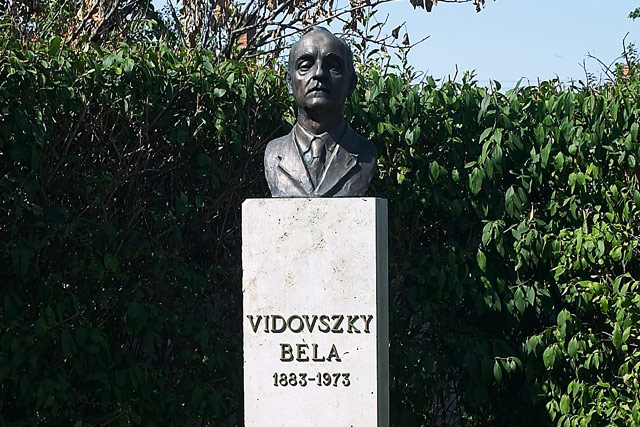
Vidovszky Béla mellszobra a Vidovszky Béla Helytörténeti Gyűjtemény (Városi Képtár) udvarán (Gyomaendrőd)

Vidovszky Béla a XX. század első felében elismert és joggal a népszerű festőművész volt. 20 képét őrzi a Magyar Nemzeti Galéria, 5 képe díszíti az Országházunkat. Vidovszky enteriőrt vásárolt 1915-ben a magyar, 1920-ban az olasz király. Legszebb enteriőrjeit az egyik Eszterházy kastélyban készítette, képeit a herceg megvásárolta, majd 1945-ben a teljes berendezéssel együtt, e képeket is külföldre menekítette. Gerevich Tibor jeles művészettörténész úgy nyilatkozott, hogy "Vidovszky kora Európájának legkiválóbb enteriőristája".

Mellszobrát Pátzay Pál készítette. Felállították Szolnokon és Gyomaendrődön. Emléktáblája van Békéscsabán, Gyomaendrődön és egykori fővárosi lakóházának falán (VI.Munkácsy M. u. 27.) 

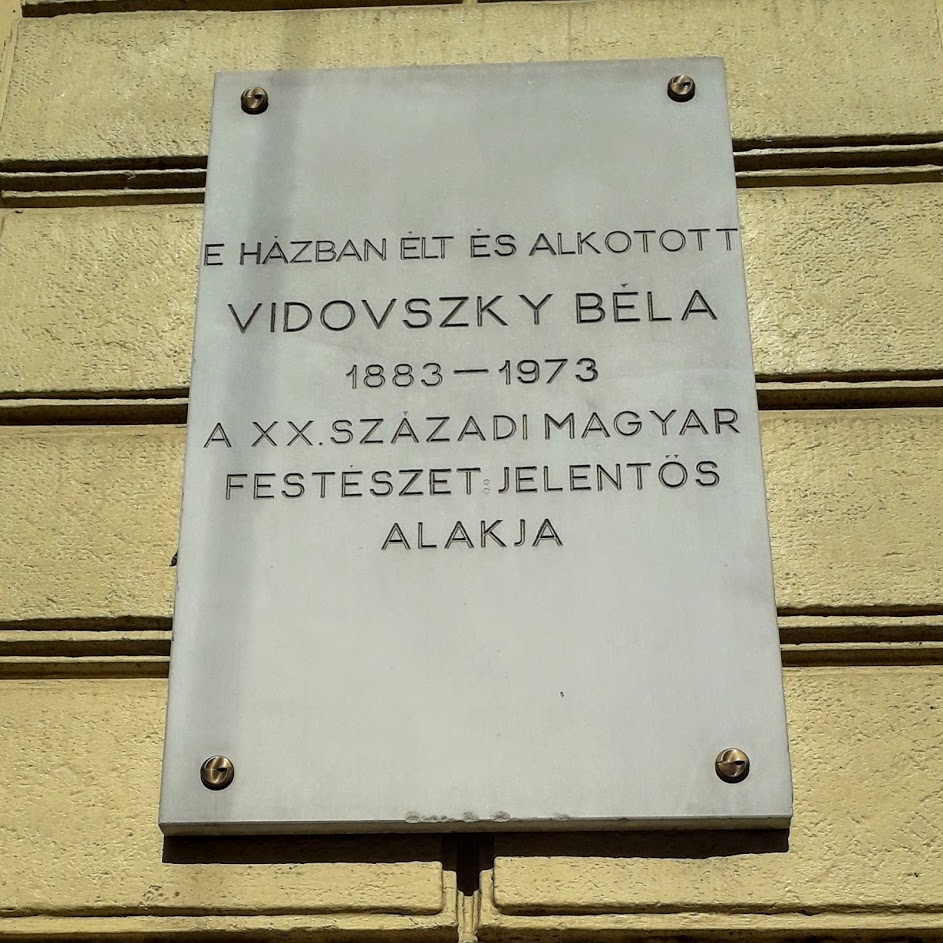

Hamvait a farkasréti temetőben helyezték örök nyugalomra.

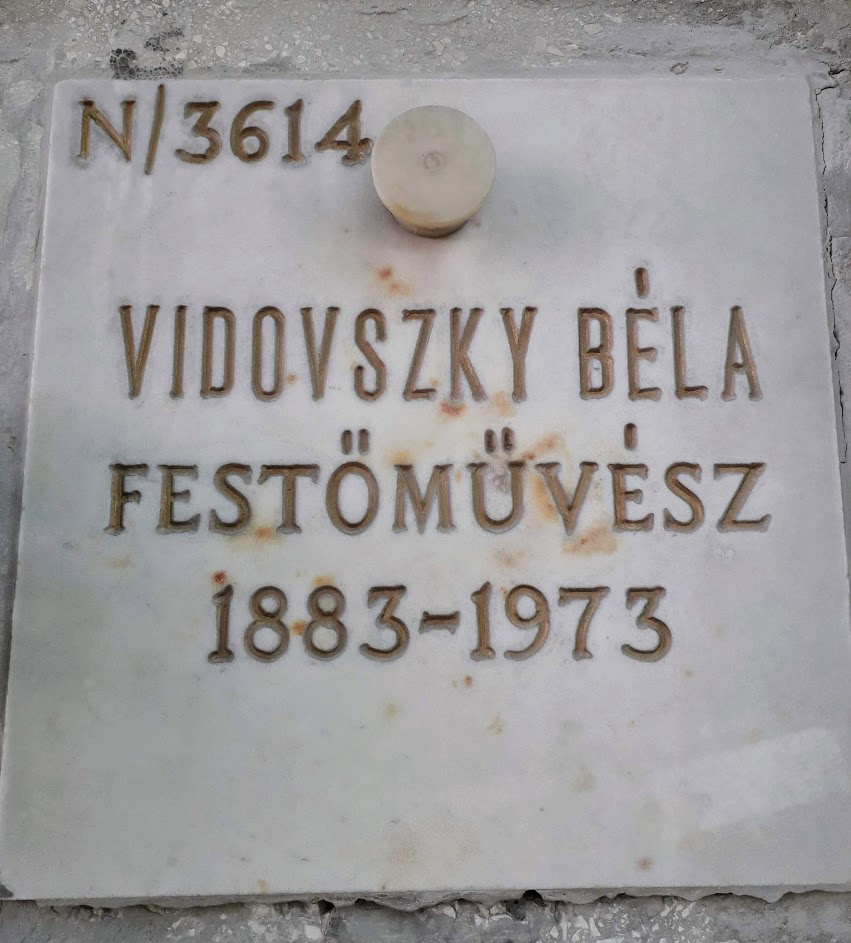
Vidovszky Béla festőművész urnasírja a farkasréti temetőben

## Egyéni kiállításai
- 1908 • Békéscsaba
- 1924 • Munkácsy Mihály Múzeum, Békéscsaba
- 1933 • Fränkel Galéria, Budapest
- 1938 • Auróra Kör, Békéscsaba
- 1961 • Csók Galéria, Budapest (kat.)
- 1993, 1998 • Vidovszky Béla Helytörténeti Gyűjtemény, Gyomaendrőd
- 1999 • Vidovszky Béla Helytörténeti Gyűjtemény, Gyomaendrőd (újrarendezett állandó kiállítás).